# Махмуд-ефенді Джамі
Махмуд-ефенді Джамі (крим. Mahmud-Efendi Cami) — мечеть 6-го мікрорайону Хан-Чаїр міста Бахчисарай Автономної Республіки Крим.
Мечеть знаходиться майже в центрі мікрорайону компактного проживання кримських татар.